# Radiació de Hawking
La radiació de Hawking és la radiació alliberada pels forats negres degut als efectes de la mecànica quàntica a la regió del seu horitzó d'esdeveniments. Rep el nom del físic Stephen Hawking, qui va plantejar la seva existència l'any 1974. També es coneix com a evaporació de forats negres perquè comporta la reducció de la massa i energia d'un forat negre en rotació. Així doncs, un forat negre que no acumuli matèria anirà perdent tota la seva massa i energia amb el pas del temps fins, finalment, dissipar-se.
Hawking va predir que un forat negre de massa M emet radiació electromagnètica com un si fos un cos negre a temperatura: {\displaystyle T={\frac {\hbar \,c^{3}}{8\pi k\,GM}},} on {\displaystyle \hbar } és la constant de Dirac, G és la constant de la gravitació, k és la constant de Stefan-Boltzmann, i c és la velocitat de la llum. És a dir, un forat negre emet a una temperatura inversament proporcional a la seva massa.
La radiació de Hawking encara no ha estat mai observada experimentalment. Si mai es descobreix, serà la primera prova experimental d'un efecte que combini la gravetat i la mecànica quàntica.
D'un forat negre res no en pot escapar, ni tan sols la llum. Tanmateix, els efectes quàntics permeten que un forat negre perdi energia (i, per tant massa, d'acord amb la relació E = mc²) lentament. El càlcul de Hawking es basa en l'aplicació de l'anomenada teoria quàntica de camps en espais corbats i permet de tenir una visió aproximada del fenomen basant-se en arguments qualitatius.
Segons la mecànica quàntica l'espai buit no és realment buit, sinó que contínuament s'hi creen parelles d'electró-positró o de fotó-fotó, l'un amb càrrega positiva i l'altre amb negativa. Es diu que són parelles de partícules virtuals: en condicions normals, la partícula de càrrega negativa no es pot propagar i s'aniquila gairebé instantàniament amb la companya de càrrega positiva (el temps que triguen a aniquilar-se es dedueix del principi d'incertesa de Heisenberg). Ara bé, si aquest mateix procés s'esdevé a prop de l'horitzó d'esdeveniments d'un forat negre (però fora del forat negre), pot ser que la partícula de càrrega negativa caigui a l'interior del forat negre. L'espaitemps a l'interior del forat negre permet la propagació de la partícula de càrrega negativa i, per tant, la parella virtual esdevé real i el seu company de càrrega positiva pot anar-se'n cap a l'exterior del forat negre. El conjunt de partícules reals creades mitjançant aquest mecanisme esdevé la radiació de Hawking emesa.
En principi, tots els forats negres emeten radiació. Ara bé, per a un forat negre d'una massa solar la temperatura d'emissió serà extraordinàriament petita, de l'ordre d'uns 60 nK (nanokelvins) (i per tant molt inferior a la temperatura del fons de radiació de microones, que és d'uns 3K). Per tant, la radiació emesa pels forats negres d'origen estel·lar esdevé del tot inobservable. En canvi, un forat negre primitiu, molt més petit, emetrà a una temperatura molt més elevada, que pot arribar a ser d'uns 1012 K; el límit estaria en un forat negre d'una massa equivalent a la de Mercuri, el qual radiaria a la mateixa temperatura que el fons de radiació de microones.
Com ja s'ha esmentat, l'emissió de radiació per part d'un forat negre comporta la pèrdua d'energia i, per tant de massa d'aquest forat negre, d'acord amb la famosa relació d'Einstein E = mc². Per tant, els forats negres s'evaporen amb el temps. Per a un forat negre estel·lar aquest efecte és totalment ridícul i negligible. En canvi, els forats negres primitius s'evaporen molt més ràpidament, i, de fet, el seu temps d'evaporació total podria ser de l'ordre de l'edat de l'univers. Com que la temperatura de la radiació de Hawking és inversament proporcional a la massa del forat negre, els darrers estadis de l'evaporació d'un forat negre seran especialment intensos, emetent partícules de gran energia.
La radiació de Hawking dona un sentit totalment físic a la termodinàmica de forats negres.